# Корсер
Корсер (дан. Korsør) је град у Данској, у источном делу државе. Град је у оквиру покрајине Сјеланд, где је укључен у Општину Слагелсе.

## Природни услови
Корсер се налази у источном делу Данске. Од главног града Копенхагена, град је удаљен 110 километара југозападно.
Град Корсер је положен на у крајње западном делу данског острва Сјеланд, на месту где је ово острво најближе суседном острву Фин. Стога је поред града и подигнут нови, 7-км дугачак мост преко мореуза Великог Белта.
Подручје око града је равничарско, местимично и мочварно. Надморска висина града креће се од 0 до 15 метара.

## Историја
Подручје Корсера било је насељено још у доба праисторије. Данашње насеље се први пут помиње у средњем веку.
И поред петогодишње окупације Данске (1940-45.) од стране Трећег рајха Корсер и његово становништво нису много страдали.

## Становништво
Корсер је 2010. године имао око 14 хиљада у градским границама.

## Збирка
- Велики градски трг
- Пешачка улица у Корсеру
- Главна градска црква
- Новоградња на градском кеју